# Doftbägarranka
Doftbägarranka (Mandevilla laxa) är en art i familjen oleanderväxter från Bolivia och Ecuador. Den odlas som krukväxt i Sverige.

## Beskrivning
Det är en städsegrön, ibland lövfällande klättrande buske som kan bli 5 m lång. Bladen är motsatta, tunna, cirka 6-15 cm långa och 3-6 cm breda med hjärtlik bas. Blommorna är väldoftande och sitter i korta klasar med 5-15 blommor i varje. De kommer fram i bladvecken. Själva blommorna har trattlika, rent vita kronor som blir 7,5 cm i diameter med en 2,5 cm lång blompip.

## Odling
Se bägarrankesläktet. Arten är möjligen den härdigaste i släktet och tål tillfälligt -10°C.

## Synonymer
- Amblyanthera bridgesii Müll.Arg.
- Amblyanthera suaveolens Müll.Arg.
- Echites laxus Ruiz & Pav.
- Echites suaveolens (Lindl.) A.DC.
- Mandevilla bridgesii (Müll.Arg.) Woodson
- Mandevilla suaveolens Lindl.
- Mandevilla tweedieana Gadeceau & Stapf